# Željan Pilavdžić
Željan Pilavdžić, bosanskohercegovački košarkaš i košarkaški trener iz Tuzle. Suprug Enise Pilavdžić.
Dugo godina igrao za tuzlansku Slobodu, čiji je bio kapetan. S njime kao trenerom Sloboda Dita osvojila je svoje zadnje trofeje u neovisnoj BiH. Triput su osvojili tri naslove BiH i četiri Kupa BiH. Pilavdžić je također prije rata trenirao Brčko, Student, zvornički Drinu i banjolučki Borac. Trener bosanskohercegovačke reprezentacije za Mediteranske igre.
Bio u igri za izbornika bosanskohercegovačke košarkaške reprezentacije.